# Markapur
Markapur è una suddivisione dell'India, classificata come municipality, di 58.454 abitanti, situata nel distretto di Prakasam, nello stato federato dell'Andhra Pradesh. In base al numero di abitanti la città rientra nella classe II (da 50.000 a 99.999 persone).

## Geografia fisica
La città è situata a 15° 43' 60 N e 79° 16' 60 E e ha un'altitudine di 144 m s.l.m..

## Società

### Evoluzione demografica
Al censimento del 2001 la popolazione di Markapur assommava a 58.454 persone, delle quali 29.787 maschi e 28.667 femmine. I bambini di età inferiore o uguale ai sei anni assommavano a 7.353, dei quali 3.721 maschi e 3.632 femmine. Infine, coloro che erano in grado di saper almeno leggere e scrivere erano 36.706, dei quali 21.752 maschi e 14.954 femmine.